# Carlota Boza

Carlota Boza en verano

Carlota Boza Mendo (Boadilla del Monte, Madrid, 16 de mayo de 2001) es una actriz española, hermana del también actor Fernando Boza. Principalmente es conocida por su papel como Carlota Rivas en la serie de Telecinco La que se avecina.

## Biografía
Carlota, primera hija de Fernando Jesús Boza González y Eva María Mendo Domínguez, y hermana del actor infantil Fernando Boza comenzó en el mundo de la publicidad en 2005 con apenas 4 años de edad, apareciendo en folletos publicitarios de grandes almacenes como Carrefour o rodando anuncios para televisión como el de las muñecas Tinukis.
En 2006, se presentó a los cástines de la serie La que se avecina de Telecinco, donde fue seleccionada junto a su hermano Fernando para hacer el papel de los hijos de «Los Cuquis». La serie emitió su episodio piloto en abril de 2007 y desde entonces han rodado ya diez temporadas. En la séptima temporada Carlota estuvo ausente durante los 11 primeros episodios debido a motivos escolares. Se incorporó en el capítulo 7x12; en la octava temporada participó en 4 capítulos y en la novena, otros 9.
Gracias a una entrevista a Carlota nos enteramos que ella está estudiando Animación en la U-tad, en Las Rozas de Madrid (Madrid). "Tiene la parte que es más cine y luego la parte de animación, que es tipo Disney-Pixar. Hago desde 3D hasta pintura. Me gusta el cine en todas sus vertientes, también me gustaría escribir y dirigir", dijo ella en la entrevista.
En 2009, participó junto a su propia madre, Eva Mendo, y el actor Fernando Guillén-Cuervo en el cortometraje Clarividencia.
En 2010, participa en la serie para Internet Desamaos. Ese mismo año, hace el papel de una pequeña Eugenia Martínez de Irujo en la segunda parte de La Duquesa, un telefilme de Telecinco sobre la vida de la Duquesa de Italia.
En 2011, interviene en el capítulo 19 de la segunda temporada de la serie de Televisión Española TVE Los misterios de Laura.
En 2012, grabó un corto llamado El accidente.
En 2013, grabó un corto llamado ¡Bingo!, con el cual fue finalista a ganar el premio a la mejor actriz. 
Mientras, la joven actriz continúa con su papel en La que se avecina, junto a su propio hermano Fernando Boza.
Por quinto año consecutivo, también estuvo en La Noche en Paz, de Telecinco, gala qué grabó entre el 28 al 2 de diciembre de 2016; y del 6 al 9 de diciembre de 2016.
El 5 de enero de 2017, participó por primera vez como copresentadora de la gala Reyes y estrellas de la La 1, gala que grabó entre el 12 al 16 de diciembre de 2016.
En enero de 2024 se hizo pública su participación en el talent show de Bailando con las estrellas a su llegada a Telecinco, junto a Adrián Lastra, María Isabel López, Miguel Torres o Mala Rodríguez entre otros rostros populares. Carlota que no destacó mucho en la pista de baile desafortunadamente, quedó la tercera eliminada de la competencia perdiendo contra Elena Tablada.

## Filmografía

### Series de televisión
| Año         | Serie                  | Canal                   | Personaje                 | Notas        |
| ----------- | ---------------------- | ----------------------- | ------------------------- | ------------ |
| 2007 - 2024 | La que se avecina      | Telecinco / Prime Video | Carlota Rivas Figueroa    | ¿? episodios |
| 2010        | La duquesa             | Telecinco               | Eugenia Martínez de Irujo | 1 episodio   |
| 2011        | Los misterios de Laura | La 1                    | María Fernández (niña)    | 1 episodio   |

### Programas de televisión
| Año  | Programa                    | Canal     | Notas                       |
| ---- | --------------------------- | --------- | --------------------------- |
| 2017 | Reyes y estrellas           | La 1      | Presentadora                |
| 2019 | Adivina qué hago esta noche | Cuatro    | Invitada                    |
| 2024 | Bailando con las estrellas  | Telecinco | Concursante (3.ª eliminada) |

### Cortometrajes
| Año  | Título        | Personaje    | Dirección                              |
| ---- | ------------- | ------------ | -------------------------------------- |
| 2009 | Clarividencia | Gabriela     | Luis María Fernández                   |
| 2013 | ¡Bingo!       | Protagonista | David Turpín y Franz Nurmi             |
| 2021 | Eagal         | Actriz 1     | Marta Barrios y Fernando Osuna Mascaró |

### Otros
| Año  | Título            | Personaje           | Notas         |
| ---- | ----------------- | ------------------- | ------------- |
| 2010 | Desalmados        | Angustias           | Serie web     |
| 2012 | El accidente      | Niña de coche       | Serie web     |
| 2015 | Desatranques Jaén | Muchacha preocupada | Corto YouTube |